# Constantino Brumidi

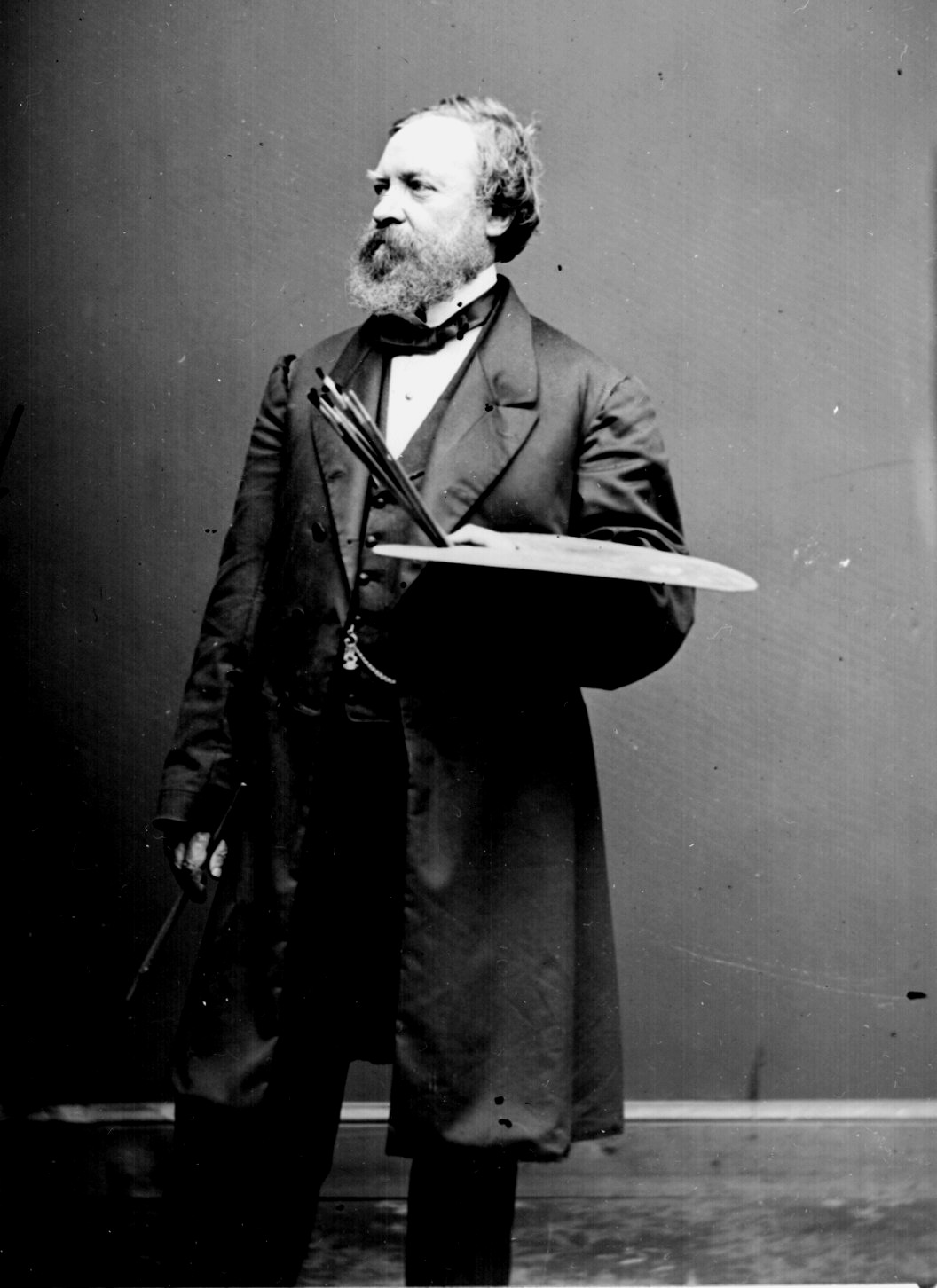
Constantino Brumidi

Constantino Brumidi (* 26. Juli 1805 in Rom; † 19. Februar 1880 in Washington, D.C.) war ein griechisch-italienisch-US-amerikanischer Maler. Sein berühmtestes Werk ist das Fresko The Apotheosis of Washington in der Kuppel der Rotunde des Kapitols der Vereinigten Staaten.

## Jugend und Wirken in Italien
Brumidi wurde als Sohn des Griechen Stavro Brumidi (griech.: Σταύρος Μπρουμίδης) aus Filiatra auf der Peloponnes und der Italienerin Anna Biancini in Rom geboren. Sein künstlerisches Talent zeigte sich früh. So malte er bereits als Jugendlicher Fresken in verschiedenen römischen Palästen, unter anderem in dem des Prinzen Alessandro Torlonia. Unter Papst Gregor XVI. arbeitete Brumidi für drei Jahre im Vatikan.

## Emigration und Wirken in den Vereinigten Staaten
Die militärische Besetzung der Stadt Rom durch die Streitkräfte der französischen Republik im Jahre 1849 veranlasste Brumidi dazu, in die Vereinigten Staaten zu emigrieren, wo er 1852 die US-Staatsbürgerschaft erhielt. Brumidi bezog eine Wohnung in New York und setzte sein künstlerisches Wirken fort. Zunächst konzentrierte er sich auf das Malen von Porträts; dann kehrte er zur Freskenmalerei zurück und erstellte unter anderem Werke in der New Yorker St. Stephen's Church (Our Lady of the Scapular) und der Taylor's Chapel in Baltimore.
Im Jahre 1854 ging Brumidi nach Mexiko, wo er in der Kathedrale von Mexiko-Stadt eine allegorische Darstellung der Heiligen Dreifaltigkeit malte. Auf dem Rückweg nach New York pausierte er in Washington, D.C. und besuchte das US-Kapitol. Beeindruckt von den Möglichkeiten der künstlerischen Dekoration auf den großen Innenwänden, bot er dem Generalquartiermeister Montgomery C. Meigs seine Dienste an. Dieser akzeptierte, und fortan arbeitete Brumidi, nun Offizier der Kavallerie, im Kapitol.
Sein erstes Kunstwerk im Kapitol war die künstlerische Gestaltung des Konferenzraums des Agrarausschusses. Zunächst erhielt er eine Entlohnung von 8 Dollar pro Tag, diese Bezahlung wurde jedoch auf Initiative des damaligen US-Verteidigungsministers Jefferson Davis schnell auf 10 Dollar erhöht. Zudem erhielt er als Anerkennung für seine Leistungen weitere Aufträge und wurde zum offiziellen Regierungsmaler ernannt.
Seine wohl bekanntesten Werke sind das Fresko The Apotheosis of Washington in der Spitze der Kuppel der Rotunde des US-Kapitols, die Brumidi Corridors im Trakt des Senats und der Fries der amerikanischen Geschichte im US-Kapitol. In der Kathedrale St. Peter und Paul in Philadelphia stellte er zudem den Heiligen Peter und den Heiligen Paul dar. 1856 reiste er nach Baltimore und lieferte für die dortige Ignatius-Kirche ein Gemälde über die Vision von La Storta.
Brumidi starb im Jahr 1880 in Washington, D.C., an den Spätfolgen eines Sturzes bei der Erstellung des Frieses der amerikanischen Geschichte. 

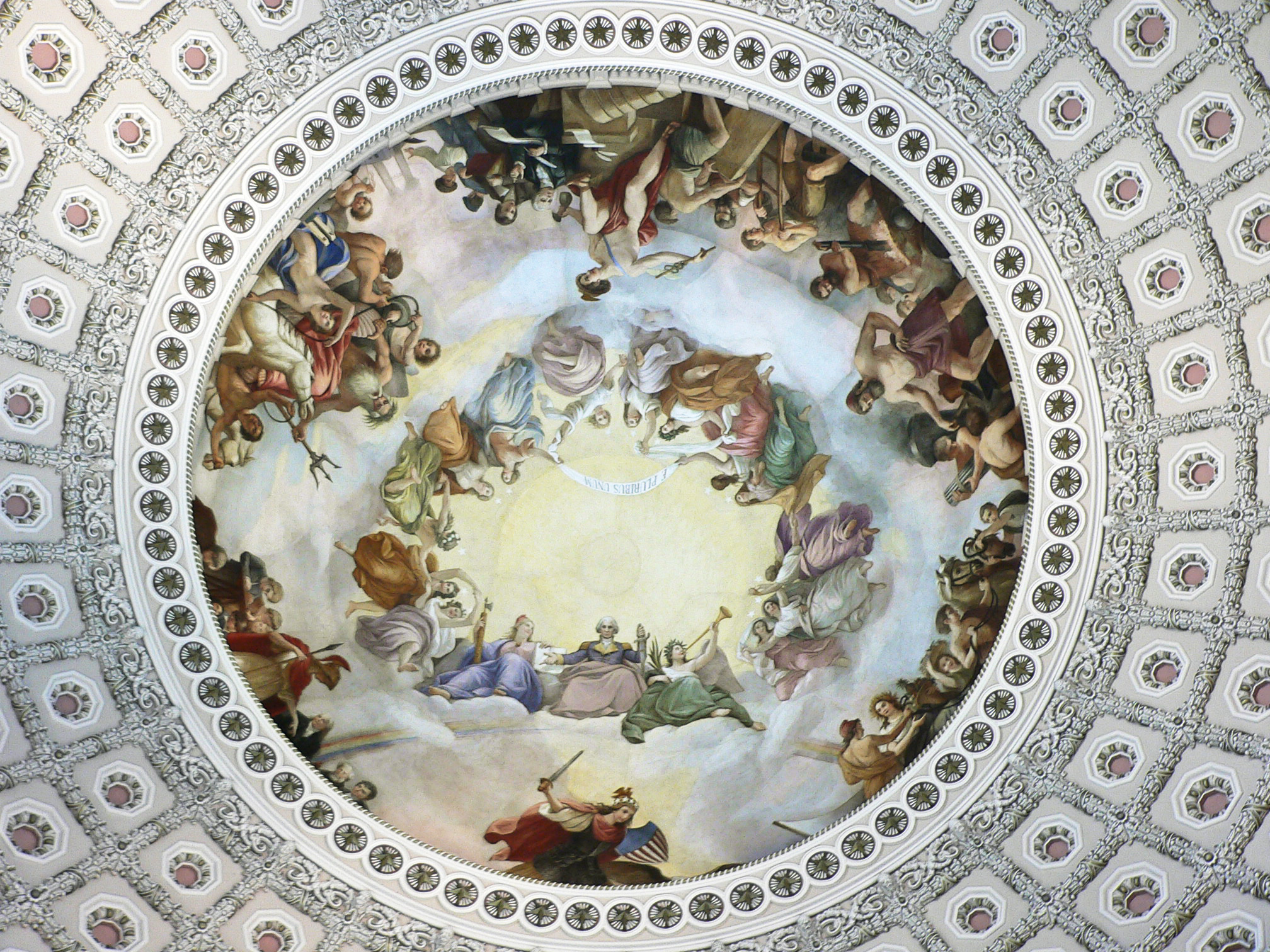
Brumidis Fresko Apotheosis of Washington im US-Kapitol